# Zöschingen
Zöschingen – miejscowość i gmina w Niemczech, w kraju związkowym Bawaria, w rejencji Szwabia, w regionie Augsburg, w powiecie Dillingen an der Donau, wchodzi w skład wspólnoty administracyjnej Syrgenstein. Leży na obrzeżach Jury Szwabskiej, około 18 km na północny zachód od Dillingen an der Donau.

## Polityka
Wójtem gminy jest Norbert Schön, rada gminy składa się z 8 osób.
|      | Gemeinschaftsliste | Razem |
| 2008 | 8                  | 8     |
| 2002 | 8                  | 8     |